# Sofia Samavati
Sofia Nami Samavati (Danimarca, 14 febbraio 2000) è una tennista danese.

## Carriera
Sofia Samavati ha vinto 3 titoli in singolare nel circuito ITF in carriera. Il 7 novembre 2022 ha raggiunto il best ranking mondiale nel singolare, nr 272; il 12 settembre 2022 ha raggiunto il miglior piazzamento mondiale nel doppio, nr 1653.
Fa parte della squadra danese di Fed Cup, con un record di 4 vittorie e 4 sconfitte.

## Statistiche ITF

### Singolare

#### Vittorie (3)
| Torneo $100.000 (0) |
| Torneo $80.000 (0)  |
| Torneo $60.000 (0)  |
| Torneo $25.000 (2)  |
| Torneo $15.000 (1)  |

| N. | Data            | Torneo                                           | Superficie  | Avversaria in finale     | Punteggio     |
| 1. | 29 agosto 2021  | BNP Paribas Fortis Ladies Open, Wanfercée-Baulet | Terra rossa | Astrid Wanja Brune Olsen | 4-6, 6-3, 6-1 |
| 2. | 30 gennaio 2022 | AEGON Pro-Series Loughborough, Loughborough      | Cemento (i) | Mariam Bolkvadze         | 6-2, 5-5 rit. |
| 3. | 15 maggio 2022  | Varberg Women's, Varberg                         | Terra rossa | Malene Helgø             | 2-6, 6-1, 6-4 |

#### Sconfitte (3)
| Torneo $100.000 (0) |
| Torneo $80.000 (0)  |
| Torneo $60.000 (0)  |
| Torneo $25.000 (1)  |
| Torneo $15.000 (2)  |

| N. | Data           | Torneo                                               | Superficie      | Avversaria in finale | Punteggio     |
| 1. | 22 agosto 2021 | Erwitte Open, Erwitte                                | Terra rossa     | Julia Middendorf     | 6-3, 5-7, 2-6 |
| 2. | 20 marzo 2022  | Internationaux de Tennis Féminin de Gonesse, Gonesse | Terra rossa (i) | Lara Salden          | 2–6, 6(6)-7   |
| 3. | 25 giugno 2022 | Ystad Women's, Ystad                                 | Terra rossa     | Darja Semeņistaja    | 6-3, 3-6, 1-6 |